# Linea Bol'šaja kol'cevaja
La linea Bol'šaja kol'cevaja (in russo Большая кольцевая ли́ния?, letteralmente: Grande linea circolare) o linea 11 è la terza linea circolare della metropolitana di Mosca a servizio dell'omonima città, capitale della Russia. La linea è stata parzialmente aperta nel 2018, sebbene tre stazioni risalgano al 1969, quando appartenevano alla linea Zamoskvoreckaja. Con una lunghezza di circa 60 km, si tratta della più lunga linea metropolitana al mondo. È stata aperta il 1º marzo 2023.

## Storia
Nel 1947 c'erano piani per costruire una linea della metropolitana semicircolare nel sud e nell'est della città, con la prospettiva di una chiusura ad anello. La linea doveva passare a una distanza di due o tre stazioni dalla linea circolare che si stava costruendo in quel momento.

## Cronologia
| Tratto                           | Data di apertura | Lunghezza |
| -------------------------------- | ---------------- | --------- |
| Avtozavodskaja-Kachovskaja       | 11 agosto 1969   | 9,5 km    |
| Separazione in linea a sé stante | 20 novembre 1995 | - 6,1 km  |
| Delovoj Centr-Petrovskij Park    | 26 febbraio 2018 | 10,51 km  |
| Petrovskij Park-Savëlovskaja     | 30 dicembre 2018 | 1,9 km    |
| Chorošëvskaja-Mnёvniki           | 1º aprile 2021   | 4,6 km    |
| Mnёvniki-Kachovskaja             | 7 dicembre 2021  | 23,9 km   |
| Totale                           | 18 stazioni      | 34,5 km   |